# Артур Салес
Артур Салес (порт. Arthur Sales, нар. 3 липня 2002, Сан-Габрієль-да-Палья) — бразильський футболіст, нападник південнофриканського клубу «Мамелоді Сандаунз». Виступав також за низку бразильських і закордонних клубів. Чемпіон ПАР.

## Ігрова кар'єра
Артур Салес народився 2002 року в місті Сан-Габрієль-да-Палья, та є вихованцем футбольної школи клубу «Васко да Гама». У 2021 році Салес розпочав грати в основній команді клубу, в якій того року взяв участь у 9 матчах чемпіонату. У цьому ж році бразильського нападника до свого складу запросив бельгійський клуб «Ломмел», у якому футболіст швидко став одним із основних гравців атакувальної ланки. У 2022—2023 році Салес грав у оренді в португальському клубі «Пасуш ді Феррейра» та бразильському клубі «Баїя», після чого в сезоні 2023—2024 років знову грав у складі «Ломмела», де повернувся до основного складу, та був одним із кращих бомбардирів команди.
З 2024 року Артур Салес став гравцем південноафриканського клубу «Мамелоді Сандаунз». У складі команди в сезоні 2024—2025 років бразильський футболіст став чемпіоном ПАР.

## Титули і досягнення
- Чемпіон ПАР (1):

«Мамелоді Сандаунз»: 2024—2025